# Сакхофф, Кэти
Кэтрин Энн Сакхофф (англ. Kathryn Ann Sackhoff, род. 8 апреля 1980, Портленд, Орегон, США) — американская актриса, наиболее известная по роли Кары «Старбак» Трэйс в сериале «Звёздный крейсер „Галактика“». За эту роль она в 2006 году была удостоена премии «Сатурн» в категории «Лучшая телеактриса второго плана».

## Биография
Сакхофф родилась в Портленде, штат Орегон и выросла в г. Сент-Хеленс, Орегон. Её родители — Мэри (работает на телевидении) и Дэннис (застройщик). У неё есть брат Эрик, который является совладельцем одного автомобильного магазина в Портленде.
Кэти окончила Sunset High School в 1998 году в Бивертоне. Она увлекалась плаванием и балетом, но после травмы правого колена стала заниматься йогой, что продолжается и по сей день. У Кэти три татуировки: на тыльной стороне шеи в виде китайского иероглифа «выбор», на левом плече в виде креста, на правом предплечье надпись на латыни bona fiscalia, означающая «публичная собственность». Кэти бросила курить между вторым и третьим эпизодом сериала «Звёздный крейсер „Галактика“».
Впервые на телеэкране Кейти появилась в роли Энни на MTV в сериале «ФАКультет», затем в роли Nell Bickford в «Учёбе Макса Бикфорда». Её первый полнометражный фильм — «Мой первый мужчина», далее роль Jenna «Jen» Danzig в «Хэллоуин: Воскрешение».
Самые известные роли — лейтенант Кара «Старбак» Трэйс в мини-телесериале «Звёздный крейсер „Галактика“», а затем и в его продолжении, за которую в 2006 году она получила премию «Сатурн», и снайпер Далл из команды охотников за головами в фильме «Риддик».
Далее Кэти снялась в роли злого киборга в сериале «Биобаба», показаном на канале NBC. Дэвид Эйк, продюсер, сказал о ней: «Она очень особенная. Актриса, которая может комбинировать ранимость и силу, всегда становится звездой».
Кэти приняла участие в озвучивании персонажей игр Halo 3 и Resistance: Fall of Man. В 2009—2010 годах снималась в восьмом сезоне телесериала «24 часа». Также Кэти стала прототипом и голосом Сары Холл, персонажа Call of Duty: Black Ops 3.

## Личная жизнь
С ноября 2014 года по 2018 год Сакхофф встречалась с актёром Карлом Урбаном. В октябре 2021 года вышла замуж за Робина Гедсби. В декабре 2021 года родила дочь.

## Фильмография
| Год          |    | Русское название                                           | Оригинальное название                                | Роль                           |
| ------------ | -- | ---------------------------------------------------------- | ---------------------------------------------------- | ------------------------------ |
| 1998         | тф | 15-летняя и беременная                                     | Fifteen and Pregnant                                 | Карен Готатус                  |
| 1999         | тф | Долина саранчи                                             | Locust Valley                                        | Клэр Шоу                       |
| 1999         | тф | Без разрешения                                             | Hefner: Unauthorized                                 | Мэри                           |
| 1999         | с  | Зои, Дункан, Джек и Джейн                                  | Zoe, Duncan, Jack & Jane                             | Сьюзан                         |
| 1999         | с  | Куриный бульон для души                                    | Chicken Soup for the Soul                            | Клэр                           |
| 2000         | с  | ФАКультет                                                  | Undressed                                            | Энни                           |
| 2000—2001    | с  | Напуганный разум                                           | The Fearing Mind                                     | Ленор Фиаринг                  |
| 2001         | ф  | Мой первый мужчина                                         | My First Mister                                      | Эшли                           |
| 2001—2002    | с  | Учёба Макса Бикфорда                                       | The Education of Max Bickford                        | Нэлл Бикфорд                   |
| 2002         | ф  | Хэллоуин: Воскрешение                                      | Halloween: Resurrection                              | Джен                           |
| 2002         | с  | Скорая помощь                                              | ER                                                   | подруга Джейсона               |
| 2003         | тф | Звёздный крейсер «Галактика»                               | Battlestar Galactica                                 | лейтенант Кара «Старбак» Трэйс |
| 2003         | с  | Бумтаун                                                    | Boomtown                                             | Холли                          |
| 2004         | с  | Детектив Раш                                               | Cold Case                                            | Терри Максвелл                 |
| 2004—2009    | с  | Звёздный крейсер «Галактика»                               | Battlestar Galactica                                 | капитан Кара «Старбак» Трэйс   |
| 2007         | ф  | Белый шум 2: Сияние                                        | White Noise 2: The Light                             | Шерри Кларк                    |
| 2007         | ф  | Последний страж                                            | The Last Sentinel                                    | девушка                        |
| 2007         | тф | Загадать желание                                           | How I Married My High School Crush                   | Сара Джейкоб                   |
| 2007         | тф | Звёздный крейсер «Галактика»: Лезвие                       | Battlestar Galactica: Razor                          | капитан Кара «Старбак» Трэйс   |
| 2007         | с  | Биобаба                                                    | Bionic Woman                                         | Сара Корвус                    |
| 2007 — н. в. | мс | Робоцып                                                    | Robot Chicken                                        | различные роли                 |
| 2008         | с  | Закон и порядок                                            | Law & Order                                          | Дайан Кери                     |
| 2009         | с  | Части тела                                                 | Nip/Tuck                                             | доктор Теодора «Тедди» Лав     |
| 2009—2010    | с  | Теория Большого взрыва                                     | The Big Bang Theory                                  | камео                          |
| 2010         | с  | 24 часа                                                    | 24                                                   | Дана Уолш                      |
| 2010—2011    | с  | C.S.I.: Место преступления                                 | CSI: Crime Scene Investigation                       | детектив Фрэнки Рид            |
| 2011         | мф | Бэтмен: Год первый                                         | Batman: Year One                                     | детектив Сара Эссен            |
| 2012—2020    | мс | Звёздные войны: Войны клонов                               | Star Wars: The Clone Wars                            | Бо-Катан Крайз                 |
| 2012—2017    | с  | Лонгмайер                                                  | Longmire                                             | Виктория «Вик» Моретти         |
| 2013         | ф  | Призраки в Коннектикуте 2: Тени прошлого                   | The Haunting in Connecticut 2: Ghosts of Georgia     | Джойс                          |
| 2013         | ф  | Риддик                                                     | Riddick                                              | Далл                           |
| 2013         | ф  | Окулус                                                     | Oculus                                               | Мари Расселл                   |
| 2013         | в  | Сексуальный злой гений                                     | Sexy Evil Genius                                     | Никки Франклин                 |
| 2014         | ф  | Скажи                                                      | Tell                                                 | Беверли                        |
| 2016         | ф  | Девчачьи проблемы                                          | Girl Flu.                                            | Дженни                         |
| 2016         | ф  | Не стучи дважды                                            | Don’t Knock Twice                                    | Джесс                          |
| 2017—2018    | с  | Флэш                                                       | The Flash                                            | Амунет Блэк / Кузнец           |
| 2017         | мс | Звёздные войны: Повстанцы                                  | Star Wars Rebels                                     | Бо-Катан Крайз                 |
| 2018         | ф  | 2036: Происхождение неизвестно                             | 2036 Origin Unknown                                  | Маккензи Уилсон                |
| 2019—2021    | с  | Другая жизнь                                               | Another Life                                         | Нико Брекинридж                |
| 2020 — н. в. | с  | Мандалорец                                                 | The Mandalorian                                      | Бо-Катан Крайз                 |
| 2021         | мф | Ночь анимационных мертвецов                                | Night of the Animated Dead                           | Джуди                          |
| 2021         | мф | Бэтмен: Долгий Хэллоуин                                    | Batman: The Long Halloween                           | Ядовитый Плющ                  |
| 2024         | мф | Лига справедливости: Кризис на бесконечных землях. Часть 1 | Justice League: Crisis on Infinite Earths — Part One | Ядовитый Плющ                  |
| 2025         | ф  | Рейс навылет                                               | Fight or Flight                                      | Кэтрин Брант                   |

## Видеоигры
- 2007 — Halo 3 — морской пехотинец
- 2008 — Resistance 2 — Кэсси Аклин
- 2011 — Spider-Man: Edge of Time — Чёрная кошка 2099
- 2015 — Call of Duty: Black Ops III — Сара Холл (также motion capture)
- 2016 — Eve: Valkyrie — Ран Кавик
- 2018 — Call of Duty: Black Ops 4 — Сара Холл	(также motion capture)

## Награды и номинации
| Награды и номинации | Награды и номинации      | Награды и номинации                       | Награды и номинации                          | Награды и номинации          | Награды и номинации |
| Год                 | Награда                  | Категория                                 | Фильм                                        | Роль                         | Результат           |
| ------------------- | ------------------------ | ----------------------------------------- | -------------------------------------------- | ---------------------------- | ------------------- |
| 2004                | Сатурн                   | Лучшая телеактриса второго плана          | «Звёздный крейсер „Галактика“» (мини-сериал) | лейтенант Кара Старбак Трейс | Номинация           |
| 2006                | Сатурн                   | Лучшая телеактриса второго плана          | «Звёздный крейсер „Галактика“» (телесериал)  | лейтенант Кара Старбак Трейс | Победа              |
| 2007                | Сатурн                   | Лучшая телеактриса                        | «Звёздный крейсер „Галактика“» (телесериал)  | лейтенант Кара Старбак Трейс | Номинация           |
| 2009                | Сатурн                   | Лучшая телеактриса второго плана          | «Звёздный крейсер „Галактика“» (телесериал)  | лейтенант Кара Старбак Трейс | Номинация           |
| 2010                | Teen Choice Awards       | Лучшая телеактриса телевизионного боевика | «24» (телесериал)                            | Дана Уолш                    | Номинация           |
| 2010                | Fangoria Chainsaw Awards | Лучшая телеактриса второго плана          | «Окулус» (телесериал)                        | Мари Расселл                 | Победа              |